# Helicobacter
Helicobacter é um gênero de bactérias gram-negativas possuindo forma helicoidal característica. Foram inicialmente consideradas sendo membros do gênero Campylobacter, mas desde 1989 elas foram agrupadas em seu próprio gênero.
Algumas espécies forma encontradas habitando o revestimento do trato gastrointestinal superior, tal como o fígado de mamíferos e alguns pássaros.
Uma espécie do gênero muito estudada é a H. pylori que é um patógeno humano e é responsável por muitos casos de úlceras pépticas, gastrites crônicas, duodenites, e câncer no estômago.
Helicobacter spp. são hábeis a viver no ambiente altamente ácido do estômago de mamíferos por produzir grandes quantidades de uma enzima denominada uréase, que aumenta e mantêm o pH citoplasmático e periplasmático perto da neutralidade (pH 6-7).
Bactérias que pertencem a este gênero são normalmente suscetíveis a antibióticos tal como penicilina, são microaerofilicos e se movimentam rapidamente devido aos múltiplos flagelos que possui.